# Yahoo (littérature)
Pour les articles homonymes, voir Yahoo (homonymie).

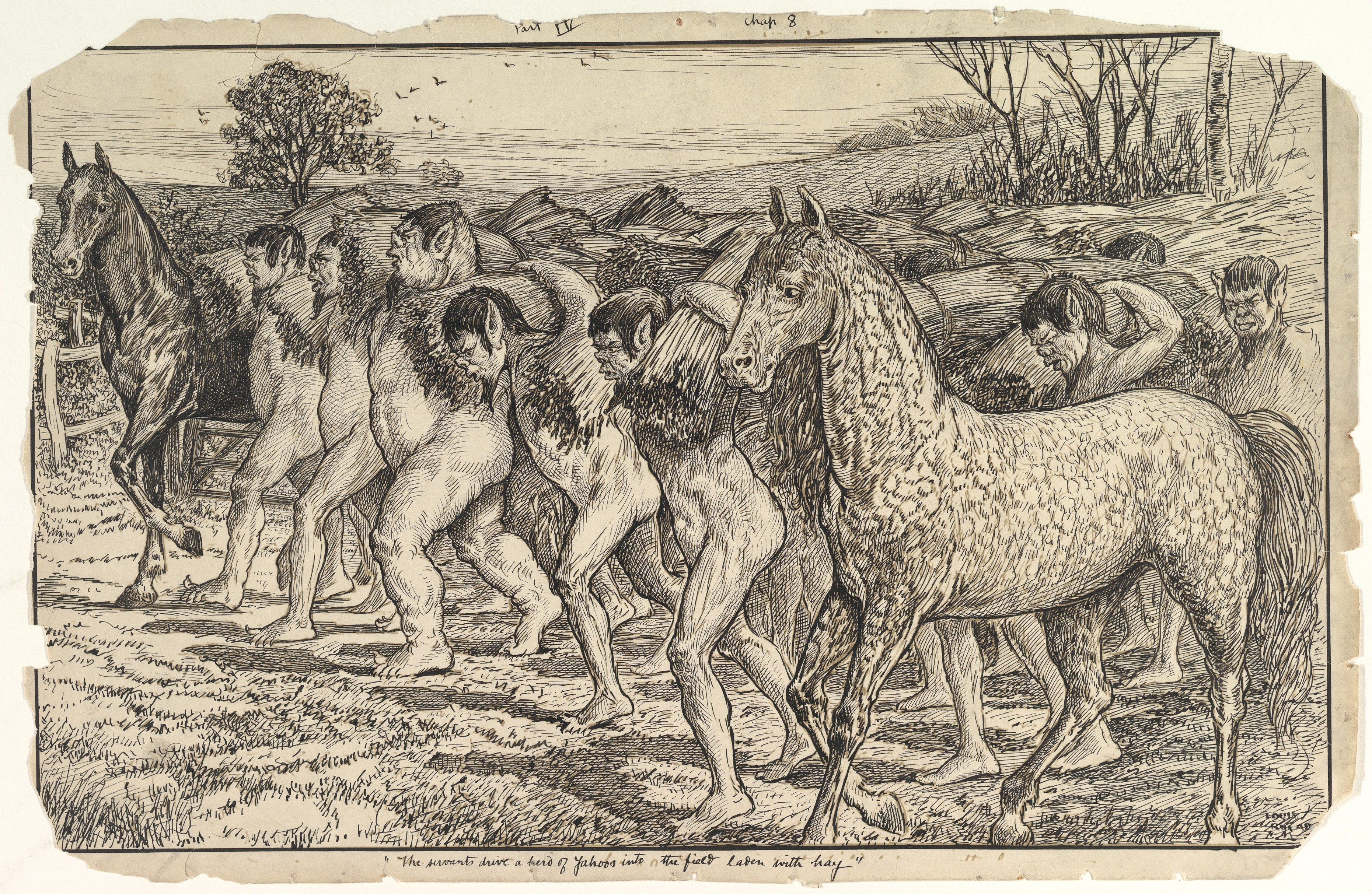
Yahoos dans un champ. Illustration des Voyages de Gulliver.

Les Yahoos, ou Yahous en version française, apparaissent comme des créatures sauvages et immondes dans le dernier des Voyages de Gulliver de Jonathan Swift paru en 1726.

## Description
Les Yahous sont des humains dégénérés, d’une saleté infecte et aux coutumes répugnantes. Ils apparaissent dans le premier chapitre du quatrième voyage, « Voyage au pays des Houyhnhnms ».
Lemuel Gulliver trouve largement préférable la compagnie des calmes, honnêtes et très rationnels Houyhnhnms au point que, de retour chez lui, il ne supporte plus la présence des humains, en particulier du pire de leurs défauts : l'orgueil.

## Dans la culture populaire
Le terme « yahoo » s’est répandu dans l'usage anglophone, servant d'insulte et signifiant approximativement « abruti ».
Le mythique Yowie d’Australie a emprunté son nom aux Yahoos de Swift. Le coureur des bois américain Daniel Boone a raconté avoir tué un géant velu qu'il appelait Yahoo. Boone empruntait souvent des termes aux Voyages de Gulliver.[réf. nécessaire]
Bertolt Brecht emprunte lui aussi le mot à Jonathan Swift dans Têtes rondes et têtes pointues (Die Rundköpfe und die Spitzköpfe) : Yahoo y désigne un royaume imaginaire: « La scène représente un pays nommé Yahoo / Dans lequel le Juge des crânes, en les répartissant / Décide du même coup du sort de certaines gens » (traduction de Michel Habart, L'Arche, 1959).
Dans la nouvelle Le Rapport de Brodie, Jorge Luis Borges donne également le nom de « Yahoos » à un peuple imaginaire.